# Поспелово (Омська область)
Поспелово (рос. Поспелово) — присілок у Великоуківському районі Омської області Російської Федерації.
Муніципальне утворення — Айовське сільське поселення. Населення становить 34 особи.

## Історія
Згідно із законом від 30 липня 2004 року входить до складу муніципального утворення Айовське сільське поселення.

## Населення
| 1926 | 2010 |
| ---- | ---- |
| 601  | ↘34  |